# Zaria
Zaria je město ve státě Kaduna v severní Nigérii. Dříve, pod názvem Zazzau, bylo jedním ze sedmi původních hauských městských států. V roce 2007 činila jeho populace 669 930 obyvatel. Současným emírem Zarie je Shehu Idris.